# Quercus capesii
Quercus capesii är en bokväxtart som beskrevs av W.Wolf. Quercus capesii ingår i släktet ekar, och familjen bokväxter. Inga underarter finns listade.